# Серафим (Голубятников)
Епи́скоп Серафи́м (в миру Серге́й Гео́ргиевич Голубя́тников; 1856, Задонский уезд, Воронежская губерния — 1921, Москва) — епископ Русской православной церкви, епископ Екатеринбургский и Ирбитский.

## Биография
Родился в 1856 году в Задонском уезде Воронежской епархии в семье священника.
Когда ему исполнилось девять лет, отец решил отдать сына в училище, но ввиду малого роста отрока и слабого здоровья Сергей Голубятников был принят в Павловское духовное училище лишь через два года, в 1867 году.
По окончании училища поступил в Воронежскую духовную семинарию.
В 1876 году неожиданно скончался его отец протоиерей Георгий Голубятников, который являлся тогда настоятелем Пятницкой церкви в селе Боево Воронежской губернии, оставив большое семейство совершенно без средств, из-за чего Сергей не смог продолжить образование на медицинском факультете. Лишился он не только отца, но и мудрого руководителя и советника.
В 1879 году окончил духовную семинарию и определён учителем Новосетинского народного училища Острогожского уезда Воронежской губернии.
С 1880 года в Большинском народном училище Области Войска Донского.
С 26 сентября 1880 года — псаломщик Большинской Христо-Рождественской церкви.
2 августа 1881 года рукоположён во священника к Николаевской церкви посёлка Балабинского Донской области. Через четыре года назначен настоятелем храма на Туровском хуторе.
В 1890 году овдовел. Тяжело переживал смерть супруги.
В 1895 году он поступил в Московскую духовную академию, которую окончил в 1899 году со степенью кандидата богословия за сочинение «Церковные соборы по делу исправления богослужебных книг и обрядов при Патриархе Никоне».
9 октября 1899 года пострижен в монашество с именем Серафим и 25 октября назначен казначеем Чудова монастыря.
С 11 мая 1900 года был настоятелем Московского Высоко-Петровского монастыря и наблюдателем за школами в сане архимандрита.
13 декабря 1904 года назначен и 2 января 1905 года в Успенском соборе в города Москвы хиротонисан во епископа Можайского, четвёртого викария Московской епархии. Чин хиротонии совершали: митрополит Московской Владимир (Богоявленский), епископ Волоколамский Евдоким (Мещерский), епископ Серпуховский Никон, епископ Балахнинский Исидор и епископ Нафанаил, управляющий Спасо-Андрониевский монастырём.
С 9 июля 1906 года — третий викарий и настоятель Звенигородского Саввино-Сторожевского монастыря.
В Москве стал участником монархического движения, поддерживал деятельность, направленную на борьбу с революцией.
С 15 февраля 1908 года — епископ Подольский и Брацлавский.
В 1911 году организовал массовое паломничество в Почаевскую Лавру, в котором приняло участие 20 000 человек и шёл с народом 200 верст на поклонение «цельбоносной стопе Ея».
С 20 марта 1914 года — епископ Екатеринбургский и Ирбитский.
2 марта 1917 произнес в Богоявленском кафедральном соборе проповедь, в которой осудил слухи об отречении Николая II и предложил не признавать никакого другого правительства. В речи епископа Серафима, в частности, говорилось: «Кучка бунтарей окаянных обнаглела до того, что осмелилась посягнуть на священные права помазанника Божьего, нашего царя-батюшку. <…> Умрём же за царя!»
10 мая 1917 года за свои монархические убеждения и осуждение февральской революции епархиальным съездом духовенства был изгнан из епархии. По требованию Временного правительства посажен под домашний арест, временно управляющим епархией был назначен викарный епископ Серафим (Александров).
В мае 1917 года уволен на покой с назначением местопребывания в Московском Новоспасском монастыре.
Новоспасский монастырь был обращён большевиками в застенок в начале января 1918 года, причём первым узником его стал настоятель закрывшегося монастыря епископ Серафим. По всей видимости, он там и погиб в 1921 году.